# بوگابری
بوگابری (به انگلیسی: Boggabri) یک شهرک در استرالیا است که در نیو ساوت ولز واقع شده‌است.